# Sparganothina irregularis
Espèce
Sparganothina irregularis est une espèce de papillons de nuit de la famille des Tortricidae.

## Répartition et habitat
Sparganothina irregularis est décrite du Sinaloa, au Mexique.

## Taxinomie
L'espèce Sparganothina irregularis est décrite par Bernard Landry en 2001.